# Amen Saleikum – Fröhliche Weihnachten
Amen Saleikum – Fröhliche Weihnachten ist ein Schweizer Fernsehfilm von Katalin Gödrös aus dem Jahr 2019, der nach einem Drehbuch von Ulrike Maria Hund entstand. Die vom Schweizer Radio und Fernsehen (SRF) produzierte Culture-Clash-Komödie mit Dietrich Siegl, Özgür Karadeniz und Fabienne Hadorn in den Hauptrollen wurde erstmals am 8. Dezember 2019 im Schweizer SRF 1 und am 21. November 2020 auf 3sat ausgestrahlt. 2020 wurde der Film beim Televisionale – Film- und Serienfestival Baden-Baden gezeigt.

## Handlung
Die Handlung des Films beginnt in der Adventszeit. Der katholische Pfarrer Martin kämpft in seiner kleinen Gemeinde mit schwindenden Besucherzahlen, Müll auf dem Vorplatz, dem im Kircheneingang übernachtenden Obdachlosen Reto und einer kaputten Heizung. Zudem gibt es Streit um die wenigen Parkplätze, die auch von den Besuchern der nahebei gelegenen kleinen Hinterhof-Moschee, die sich eines wachsenden Zulaufs erfreut, belegt werden. Den geplanten Umzug in ein neues Gemeindezentrum und den Zusammenschluss mit einer anderen Kirche lehnt er ab. Im Gegensatz dazu steht seine umtriebige Kirchenpflegerin und Sozialarbeiterin Regula Wölfli, die unter dem Vorwand von Deutschkursen für Migrantinnen auch Verhütungs-Workshops abhält. Ein Brief des Bischofs über die Schliessung und Profanierung der sanierungsbedürftigen Kirche aus Spargründen zum vierten Advent sorgt für Wut und Resignation.
Währenddessen bittet Hodscha Haschi Hamid seine vom Workshop heimkommende Ehefrau Bezmira, ihn zu dem vereinbarten interkulturellen Dialog der katholischen Gemeinde zu begleiten. Ihre Neuigkeit über die bevorstehende Kirchenschliessung erfreut ihn sichtlich. Beim Treffen in der Moschee sind der Pfarrer und Regula entsetzt über die fortgeschrittenen Expansionspläne der muslimischen Gemeinde, die ein grosses Gotteshaus errichten will. Verärgert verlassen sie das Treffen. Bezmira kritisiert später vehement ihren Mann wegen seines unsensiblen, sturköpfigen Auftretens. Ein polemischer Zeitungsartikel des Ex-Ministranten und Reporters Fabian über die Schliessung der Kirche zu Gunsten einer Moschee lässt die Stimmung eskalieren. Eine Unterschriftenaktion mit dem Titel «Kirchen erhalten statt Moscheen bauen. Gegen eine Islamisierung unserer Stadt», die die jugendlichen Messdiener der katholischen Gemeinde unter Führung von Mari und André, dem Sohn Regula Wölflis, gestartet haben, führt zum längeren Streit und Zerwürfnis zwischen André und seiner Klassenkameradin und Tochter des Hodscha, Zamira. Der Versuch des Pfarrers, eine Gegendarstellung in der Zeitung zu veröffentlichen, misslingt gründlich und führt zusätzlich zu einer Rüge des Bischofs und anonymen Drohanrufen beim Pfarrer. In der Folge erscheinen weitere reisserische Reportagen von Fabian, der die Gemeinde als rechtsradikal und ausländerfeindlich darstellt.
An einem der darauffolgenden Abende betrinkt sich der Pfarrer allein in seiner Kirche. Im weiteren Verlauf werden die Geschehnisse surreal, als er Gott sprechen hört, vor der Kirche vom Obdachlosen Reto einen Schluck Châteauneuf-du-Pape-Wein angeboten bekommt und einen Feuerlöscher über den Platz schleppt, um den brennenden Eingang der Moschee zu löschen. Er bricht zusammen und erwacht im Krankenhaus, neben ihm der Hodscha und Fabian, der Fotos von beiden macht. Nach Erscheinen der nächsten Zeitungsmeldung mit dem Titel «Unser Held. Pfarrer rettet Moschee» wird er vom Bischof beglückwünscht, die Gottesdienste des Vertretungspfarrers sind gut besucht, der Moscheebau auf unbestimmte Zeit verschoben. Der Pfarrer trägt André und Mari auf, bei den Aufräumarbeiten in den verwüsteten Moscheeräumen zu helfen. Er bietet dem Hodscha Hadschi Hamid seinen Gemeindesaal vorübergehend für die Freitagsgebete der muslimischen Gemeinde an und dieser schlägt einen gemeinsamen Weihnachtsbasar vor. Beide paktieren aber auch miteinander, um ihre jeweiligen Ziele – Verhinderung der Kirchenschliessung und Genehmigung für den Moscheebau – zu erreichen. Ein wiederkehrendes Ereignis ist der Versuch des Pfarrers, sich ein Spiegelei mit Speckstreifen zu braten, wobei er jedoch immer von der Türschelle oder dem Erklingen des Adhān vom Fenster seines Gemeindezentrums aus gestört wird.
Zamira verärgert mit dem Tragen eines Hidschāb ihre Eltern Hadschi Hamid und Bezmira. Und Sohn Bekim weigert sich, von seinem Vater zum Studium nach Istanbul geschickt zu werden, weil er in Deutschland Musik machen will. Der Konvertit Christof, der sich nun Yusuf nennt, versucht, seine radikalen Vorstellungen beim Hodscha durchzusetzen, wogegen sich Bezmira vehement ausspricht. Ausserdem kritisiert sie, dass ihr Mann das Gemeindefest ohne ihre Zustimmung zugesagt hat, sie aber die ganze Arbeit habe. Während Bezmira Baklava zubereitet, backt der Pfarrer, zu türkischer Musik in seiner Küche umhertanzend, Lebkuchen und die darunter wohnende ältere, konservative Martha Müller fängt beim Stricken an, im Takt zu wippen. Das Gemeindefest beginnt nach Vordiskussionen über Weinausschank und passende Beleuchtung zwischen dem konservativen Sakristan Zlatko und Christof mit einigen Spannungen. André und Zamira versöhnen sich beim Waffelbacken, zum Missfallen ihres Vaters. Als sein Sohn Bekim auf der Bühne ein Lied mit provokantem Text zu Gunsten der Moschee vorträgt und Mari Geschenke mit einer Karikatur des Pfarrers und der Unterschrift «Verräter» verteilt, die Christof fälschlich für Mohammed-Karikaturen hält, eskaliert das Fest in einer Schlägerei.
Wenig später wird der Neubau der Moschee bewilligt und Regulas Sohn André wird von ihr aus dem Gebet in der Moschee gezerrt, die er mittlerweile besucht. In der Beichte erklärt sich Mari für die «Verräter-Karikaturen» verantwortlich und André gibt die Brandlegung an der Moschee zu. Seine Mutter will ihn zu seinem Vater in die Algarve schicken, letztendlich beschliessen sie aber auf seinen Wunsch, zur Polizei zu gehen. Abends reist der Bischof zur Profanierung der Kirche an, die der Pfarrer weihnachtlich geschmückt hat. Danach füllt die Kirche sich mit Mitgliedern der christlichen und muslimischen Gemeinden, darunter Hadschi Hamid und Bezmira mit ihren Kindern, Martha Müller und Regula Wölfli mit ihrem Sohn. Pfarrer Martin bittet den Hodscha und auch Regula Wölfli zu sich, die gemeinsam mit ihm abwechselnd Bittsprüche zur Toleranz und Nächstenliebe an die Anwesenden richten. In der nächsten unerwarteten Szene erscheint der Bischof, der seine Soutane ablegt und in einem darunter getragenen roten Anzug samt seinem Gefolge zu tanzen und zu singen beginnt. Die Feier schliesst mit dem gemeinsamen Tanzen aller Anwesenden, einschliesslich Christof, der vorher beteuert hatte, nie wieder eine Kirche zu betreten. Der Film endet mit einer Szene in der nun leeren Kirche, in der Pfarrer Martin mit der jungen Mutter Zoé Schneider spricht, die überlegt hatte, ob sie ihren Sohn taufen lassen sollte. Sie hat sich nun dafür entschieden und will ihr Kind auf den Namen Jesus Mohammed taufen lassen.

## Produktion

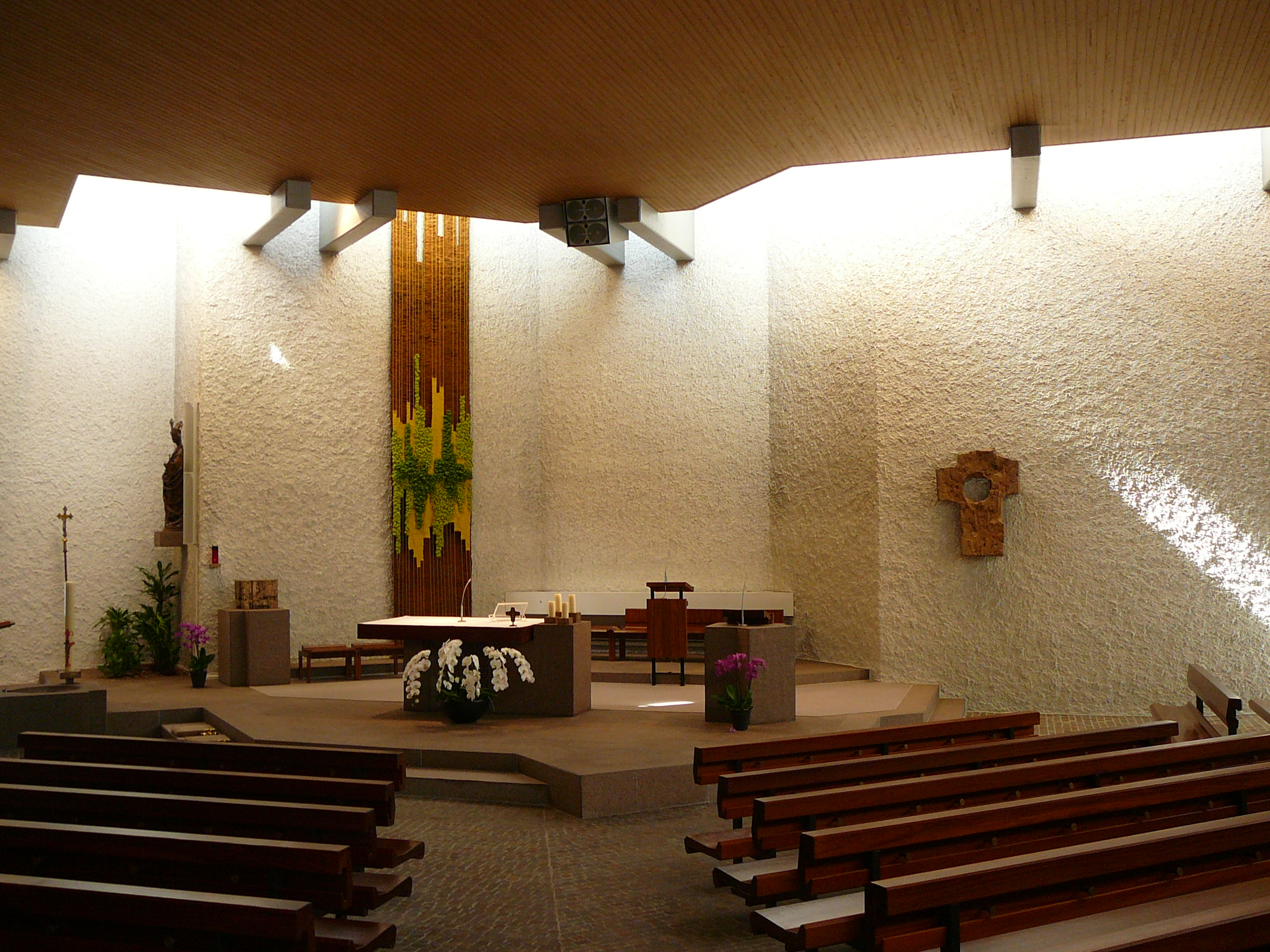
Drehort St. Katharina in Affoltern

Für den Film musste das ursprünglich auf deutsche Verhältnisse angelegte Drehbuch von Ulrike Maria Hund an die Schweizer Gegebenheiten angepasst werden.
Die Dreharbeiten zum Film fanden vom 14. Januar bis zum 13. Februar 2019 in Zürich, Oberengstringen und Umgebung statt. Der Darsteller des Fabian, Urs Humbel, verbrachte seine Jugend in Oberengstringen.
Die Aufnahmen im Kircheninneren wurden in der Kirche St. Katharina im Quartier Affoltern der Stadt Zürich gedreht, die Aussenaufnahmen im Zentrum, auf dem Kirchenvorplatz und in der Unterführung bei der Reformierten Kirche in Oberengstringen, die mit dem Gemeindehaus, der Bücherei und Geschäften ein typisches Zeugnis der Betonarchitektur der 1970er-Jahre ist.

## Rezeption
Fernsehserien.de sieht die Figur des Pfarrers Martin als einen «Kämpfer wider Willen. Eigentlich hat er bereits resigniert, sein Idealismus ist langsam weggefallen. Aber der Konflikt mit der Moschee weckt ihn auf.» Crew United befindet, mit der drohenden Kirchenschliessung stelle sich «der bisher recht behäbige Pfarrer auf die Hinterbeine. Die Kirche, die kaum einer mehr brauchte, wird unversehens zum Symbol für Heimat und zusehends beginnt der Kampf um das Fortbestehen der Kirchgemeinde das Viertel zu spalten, (…) Allen voran die Jugendlichen, die Vorurteile und Verbohrtheit ihrer Eltern in die Tat umsetzen.»
Daniel Fuchs vom Tagblatt findet, der Film thematisiere «auf muntere Weise das Aufeinanderprallen» der beiden Glaubensgemeinden. Das Medienportal SRF meint, der Film sei eine «turbulente Culture-Clash-Komödie, bei der Konflikt und Versöhnung natürlich vorprogrammiert und Toleranz und Verständigung jedoch nicht einfach zu haben sind. Jeder der Beteiligten muss – manchmal auf ausgesprochen bizarre Weise – über seinen Schatten springen.» Ähnlich äussert sich medientipp.ch: Der Film «erzählt von interreligiösen Konflikten, einer grossen Versöhnung und zeigt, dass Toleranz und Verständigung nur durch Zuhören, Verstehen – Sprachkompetenz – zu verwirklichen sind.» Auch der Filmdienst urteilte: «Gut besetzte Culture-Clash-Komödie, bei dem der harmonische Schulterschluss nie in Frage steht, was auf Kosten von hintergründigem Witz und Tempo geht. Die Möglichkeit eines friedlichen und konstruktiven Miteinanders von Religionen und Kulturen wird immerhin sympathisch-beiläufig vermittelt.»
In der auf 3sat ausgestrahlten Jurydiskussion zur Televisionale – Film- und Serienfestival Baden-Baden äusserte Jenni Zylka, der Film stecke voller sympathischer Figuren, die das richtige tun wollen. Dafür käme aber weniger Spannung auf, weil merkbar sei, dass die Protagonisten sich nicht wirklich aneinander reiben, mit der Intention, sich am Ende verstehen zu wollen. Liane Jessen lobte, dass der Film sich ein schwieriges Thema im Komödiantischen ausgesucht habe, das keine «Schenkelklopfkomödie» sei. Allerdings bedauerte sie, dass die Erzählweise so behäbig sei, dass er an ältere Filme aus den 1950er oder 1980er Jahren erinnere und die Handlung ab einem gewissen Punkt vorhersehbar sei. Gesine Cukrowski ordnete den Film durch das Zusammentreffen der beiden Religionen als etwas thematisch Neues unter den Traditionen der deutschen Weihnachtsfilme ein. Besonders die Rolle der Frau des Hodscha sei als moderne, witzige Figur angelegt. Sie hielt den Film für gelungen, da er gut das Aufeinanderzugehen und Verstehenwollen der beiden Gruppen vermittele, das im Zusammentreffen des Konvertiten Christof mit dem Sakristan Zlatko auf eine besonders schwierige Probe gestellt werde. Der Medienwissenschaftler Thomas Meder sah als Hauptthema des Films nicht die Religion, sondern die sogenannte Überfremdung. Er bemängelte ebenfalls die Vorhersehbarkeit im letzten Drittel des Films. Die Regisseurin des Films Katalin Gödrös führte aus, dass sie die Harmoniebedürftigkeit der Schweizer auch im Streit aufzeigen wollte und sie bewusst mit Stilmitteln der 1950er gearbeitet habe, die Assoziationen mit den Don-Camillo-und-Peppone-Filmen wecken können. Sie stimmte zu, dass es keine wirklichen Antagonisten innerhalb der Figurengruppen gäbe, sondern die Antagonisten in den Einflüssen von aussen zu verorten wären, wie die sensationslüsterne Presse, der Bischof und muslimische Führer, die Einfluss auf einzelne Moscheen nehmen wollten.